# Деревня Чапаева (Курганская область)
Чапаева — деревня в Каргапольском районе Курганской области России.
Входит (с 2019) в Долговский сельсовет.

## Географическое положение
Расположено на левом (западном) берегу реки Миасс, примерно в 36 км (42 км по автодороге) к юго-западу от районного центра посёлка Каргаполье; в 81 км (130 км по автодороге) к северо-западу от города Кургана.

## История
Первое упоминание деревни Толстопятово относится к 1695 году. Свое название деревня получила от фамилии-прозвания Толстопятовых, которые в дальнейшем стали именоваться Пономаревыми. В Переписной книге Тобольского уезда переписи тобольского «по выбору» дворянина Василия Савича Турского от 2 сентября 1710 года указаны жители деревни Толстопятовы. Список глав семей: Григорий Толстопятов, Алексей Королев, Иев Ветлугин, Илья Машуков, Афонасей Казанцов, Елисей Кокорин, Сава Серебряников (Савва Серебреников), Михайло Садилов, Иван Касляков, Родион Милков, Андрей Устинов, Перфилей Шмаков, Семен Клишев, Иван Буланов, Григорей Каргополов, Егор Иванов Буланов, Дмитрей Показанов
До революции входила в состав Окуневской волости Челябинского уезда Оренбургской губернии.
В конце июня — начале июля 1918 года установлена белогвардейская власть. В начале августа 1919 года восстановлена Советская власть.
В 1919 году образован Толстопятовский сельсовет, 14 июня 1954 года упразднён, вошёл в Соколовский сельсовет.
Решением Курганского облисполкома № 109 от 23 марта 1964 года деревня Толстопятова переименована в деревню Чапаевка.
5 июня 1964 года Указом Президиума ВС РСФСР деревня Толстопятово переименована в деревню Чапаева.
В годы Советской власти жители работали в колхозе имени Ленина, затем в колхозе «Миасс».
До 2019 года входила в состав Соколовского сельсовета.
С 3 апреля 2019 года — в составе Долговского сельсовета, куда были включены все населённые пункты упразднённых Окуневского и Соколовского сельсоветов.

## Население
| 1710 | 1866 | 1892 | 1901 | 1916 | 1921 | 1926 |
| ---- | ---- | ---- | ---- | ---- | ---- | ---- |
| 107  | ↗526 | ↗580 | ↗590 | ↗649 | ↗702 | ↗739 |
| 1989 | 2002 | 2010 |      |      |      |      |
| ↘179 | ↘177 | ↘144 |      |      |      |      |

Национальный состав
- По данным переписи населения 2002 года проживало 177 человек, из них русские — 99 %.
- По данным переписи 1926 года проживало 739 человек, все русские.